# Jawdar Pascià
Jawdar Pascià (in arabo جودر باشا‎?, Jawdar Bāshā, nato Diego de Guevara; Cuevas del Almanzora, ... – Marrakech, 1605) fu un eunuco e generale spagnolo, che servì diversi sultani della dinastia Sa'diana del Maghreb al-Aqsa (Marocco). La sua impresa principale fu la conquista dell'Impero Songhai per conto del sultano Aḥmad al-Manṣūr, nel 1591.

## Origini e arrivo alla corte Sa'diana
Verso la fine del XVI secolo dei corsari barbareschi fecero un'incursione nella Valle del Almanzora, catturando circa trecento ragazzi, compreso Diego de Guevara. I prigionieri vennero portati al palazzo del sultano ʿAbd al-Malik I a Marrakesh, qui fu chiamato Jawdar, venne castrato e divenne uno schiavo dell'harem.
A poco a poco scalò i ranghi sociali e militari, distinguendosi soprattutto nella battaglia di Alcazarquivir del 1578 contro i portoghesi. Dopo la battaglia Jawdar venne nominato qāʾid di Marrakesh.

## Invasione dell'Impero Songhai e la battaglia di Tondibi
La vittoria contro i portoghesi aumentò il prestigio della dinastia Sa'diana e spinse il nuovo sultano Aḥmad al-Manṣūr a realizzare un vecchio sogno dinastico: la creazione di un grande impero africano sotto il controllo sa'diano. Aḥmad al-Manṣūr affidò il compito di invadere l'impero subsahariano del Songhai (ricco di oro e sale) a Jawdar Pascià, che partì verso la fine del mese di ottobre del 1590 con 4.000 tra moriscos e magrebini, 500 rinnegati europei e oltre 60 cristiani europei liberti da Jawdar dalle carceri di Marrakesh, che costituivano le sue guardie del corpo personali.
Jawdar Pascià attraversò il Sahara con il suo esercito, e, arrivato nei pressi del fiume Niger, nella località di Tondibi (est di Timbuctù, non molto lontano da Gao), incontrò l'imperatore Songhai Askia Ishaq II alla testa di un esercito di 40.000 uomini. Anche se l'esercito dell'imperatore Askia Ishaq II era in deciso vantaggio numerico, Jawdar lo sconfisse nella battaglia di Tondibi grazie alle armi a polvere da sparo di cui l'esercito dell'imperatore non disponeva. Dopo la battaglia venne istituito il pascialato di Timbuctù, che dipendeva direttamente da Marrakesh.

## Governo di Timbuctù, ritorno a Marrakesh e morte
Jawdar risparmiò la vita ad Akia Ishaq II, limitandosi a privarlo della sua ricchezza. Si sa che Askia Ishaq II offrì a Jawdar diecimila pezzi d'oro e mille schiavi se avesse lasciato Timbuctù. Nel palazzo di Marrakesh iniziò a diffondersi la notizia che Jawdar stesse per accettare le offerte di Askia Ishaq II, e, per questi motivi, Aḥmad al-Manṣūr lo destituì dalla carica di pascià di Timbuctù, nominando e mandando dei nuovi governatori. Jawdar ne fece assassinare numerosi, mantenendo il potere ancora per un po' di tempo.
Infine, tornò in Marocco nel 1598 o nel 1599, carico di ricchi doni per Aḥmad al-Manṣūr.
Quando Aḥmad al-Manṣūr morì nel 1603, scoppiò una guerra civile per il trono tra i figli Zaydān al-Nāṣir, Muḥammad al-Shaykh al-Maʾmūn e Abū Fāris ʿAbd Allāh. Jawdar sostenne quest'ultimo, servendolo come generale. Venne assassinato nel 1605 a Marrakesh da ʿAbd Allāh ibn al-Maʾmūn, figlio di Muḥammad al-Shaykh al-Maʾmūn.